# Saxifraga exarata
Saxifraga exarata — вид квіткових рослин родини ломикаменевих (Saxifragaceae). Ареал: Албанія, Австрія, Болгарія, Франція, Німеччина, Греція, пн. Іран, Італія, Північний Кавказ, пд.-зх. Польща, пн. Іспанія, Швейцарія, Вірменія, Туреччина, Боснія і Герцеговина, Чорногорія, Хорватія, Македонія, Словенія, Сербія.

## Екологія
Зростає переважно на скелях і в ущелинах скель, на кам'янистих осипах, деякі підвиди виключно на вапняку, інші також на силікатному субстраті, в зоні від субальпійської до альпійської (рідше до висоти 3380 м).

## Морфологічна характеристика
Це трав'яниста килимотвірна багаторічна рослина 2–15 см заввишки, густозалозиста. Стебла тонкі, прямі. Прикореневі листки у розетці, клинуваті, 3–10 мм завдовжки, жолобчасті, розрізані на 3–7 часток. Суцвіття волотисте, 3–10-квіткове. Чашолистки довгасто-ланцетні й тупуваті. Пелюстки оберненояйцеподібні, 4–6 мм завдовжки, приблизно вдвічі довші за чашолистки, білі, білуваті або жовтувато-білі. Плід — округла, яйцеподібна коробочка. Квітне з (травня)червня по серпень.